# Kika (rivière)
 (juin 2023).
Si vous disposez d'ouvrages ou d'articles de référence ou si vous connaissez des sites web de qualité traitant du thème abordé ici, merci de compléter l'article en donnant les références utiles à sa vérifiabilité et en les liant à la section « Notes et références ».
Pour les articles homonymes, voir Kika (homonymie).
La Kika (en russe : Кика) est une rivière de Russie qui coule en république autonome de Bouriatie en Sibérie orientale. C'est un tributaire du lac Baikal, donc un sous-affluent de l'Ienisseï par l'Angara.

## Géographie
Le bassin versant de la Kika a une superficie de 1 900 km2 (surface de taille équivalente à celle du département français de l'Essonne ou encore un peu plus vaste que celle du canton suisse de Fribourg). Son débit moyen à l'embouchure est de 28,0 m3/s.  
La rivière prend naissance dans les monts Oulan-Bourgas, qui prolongent au nord-est les monts Khamar-Daban, et qui séparent son bassin (situé au nord-ouest des montagnes) de celui de l'Ouda (au sud-est des montagnes). La rivière se dirige d'abord droit vers l'ouest, puis arrivée au niveau de la petite ville de Kika, elle effectue un coude brusque vers le nord, en longeant l'ouest des monts Maritimes. Elle finit par se jeter dans le lac Baikal, un peu au sud de la localité de Gremiatchinsk.

## Hydrométrie - Les débits mensuels à Khaïm
Le débit de la Kika a été observé pendant 39 ans (de 1959 à 1997) à Khaïm, localité située à 44 kilomètres de son embouchure dans le lac Baikal à une altitude de 478 mètres. 
Le débit inter annuel moyen ou module observé à Khaïm durant cette période était de 25,7 m3/s pour une surface de drainage de 1 740 km2, soit 92 % du bassin versant de la rivière qui en compte 1 900. La lame d'eau écoulée dans ce bassin versant se monte ainsi à 467 millimètres par an, ce qui doit être considéré comme élevé, et résulte de l'abondance des précipitations arrosant les montagnes de la rive est du Baïkal et notamment les monts Khroulan-Bourgas. Le bassin bénéficie de précipitations en toutes saisons, abondantes surtout sur les sommets de son bassin. 
Rivière alimentée en partie par la fonte des neiges, et aussi par les pluies d'été et d'automne, la Kika est un cours d'eau de régime nivo-pluvial qui présente deux saisons. 
Les hautes eaux se déroulent du printemps jusqu'au début de l'automne, du mois de mai au mois de septembre inclus, avec un sommet en juin qui correspond au dégel et à la fonte des neiges. En septembre un second sommet se dessine, correspondant aux pluies de la saison et favorisé par la moindre évaporation due à la baisse des températures. En octobre, le débit de la rivière chute, ce qui mène à la période des basses eaux qui a lieu de décembre à avril et est liée aux importantes gelées qui envahissent toute la région. 
Le débit moyen mensuel observé en mars (minimum d'étiage) est de 8,85 m3/s, soit plus ou moins 15 % du débit moyen du mois de juin (57,9 m3/s), ce qui souligne l'amplitude très modérée - pour la Sibérie - des variations saisonnières. Sur la durée d'observation de 39 ans, le débit mensuel minimal a été de 3,39 m3/s en février 1990, tandis que le débit mensuel maximal s'élevait à 116 m3/s en juin 1970. 
En ce qui concerne la période estivale, libre de glaces (de mai à septembre inclus), le débit mensuel minimal observé a été de 14,3 m3/s en septembre 1977, niveau restant encore fort appréciable.  